# لوهسنزلود
لوهسنزلود (به هلندی: Loenersloot) یک منطقهٔ مسکونی در هلند است که در استیختسه فخت واقع شده‌است. لوهسنزلود ۵۱۰ نفر جمعیت دارد.